# حرباء ذات القلنسوة
حرباء ذات القلنسوة أو الحرباء المحجبة (الاسم العلمي: Chamaeleo calyptratus ) وتعرف كذلك بحرباء اليمن نوع من الحرابي يعيش في المناطق الجبلية في اليمن وجنوب غرب المملكة العربية السعودية.
طبيعتها مثل بقية الحرابي هادئة وقليلة الحركة، ومع هذا فهي قادرة على اكتشاف جميع ما حولها بعينيها. فهي تستطيع تحريكهما في جميع الاتجاهات وتستطيع تحريك كل عين بشكل مستقل عن الأخرى، ويحلل دماغها كلتا الصورتين، فيصبح الاستكشاف أوسع دون الحاجة لتحريك الرأس أو الجسم ولفت انتباه المفترسين.
تتغذى الحرباء المحجبة على الحشرات ويرقاتها، المفصليات والحيوانات الصغيرة الموجودة في بيئتها. الجراد وصرار الليل من الفرائس المفضلة للحرباء، كما أنها تحتوي على الكثير من المواد المغذية لها.
حرباء اليمن هي أكثر الأنواع انتشارًا عند مقتني الزواحف كحيوانات أليفة، وذلك لسهولة تربيتها مقارنة ببقية الأنواع وألوانها الجميلة.
تعيش حرباء اليمن حتى 7 سنوات تقريبًا، ويصل طولها إلى 30 سم.

## تغيير اللون
تستطيع حرباء اليمن مثل بعض أنواع الحرابي تغيير لونها. ويساعدها ذلك في التخفي عن الأعداء، ويتغير لونها بشكل رئيس وفقًا لعوامل منها درجة الحرارة والوضع النفسي للحرباء. فغالبًا تكون الحرباء خضراء في حالة الاستقرار، صفراء في حالة الانزعاج أو القلق، وسوداء أثناء الصراع مع حرباء أخرى. كما تظهر الذكور بعدة ألوان بارزة أثناء فترة التزاوج لغرض لفت انتباه الإناث.
بسبب تركيب جلد هذا النوع من الحرابي وأنواع الصبغات الموجودة فيه، فلونه مقصور بين درجات الأخضر والأصفر فقط (بما فيها اللون البني والأسود). مع ظهور خطوط زرقاء خفيفة أحيانًا عند الذكور فقط.

## التفريق بين الجنسين

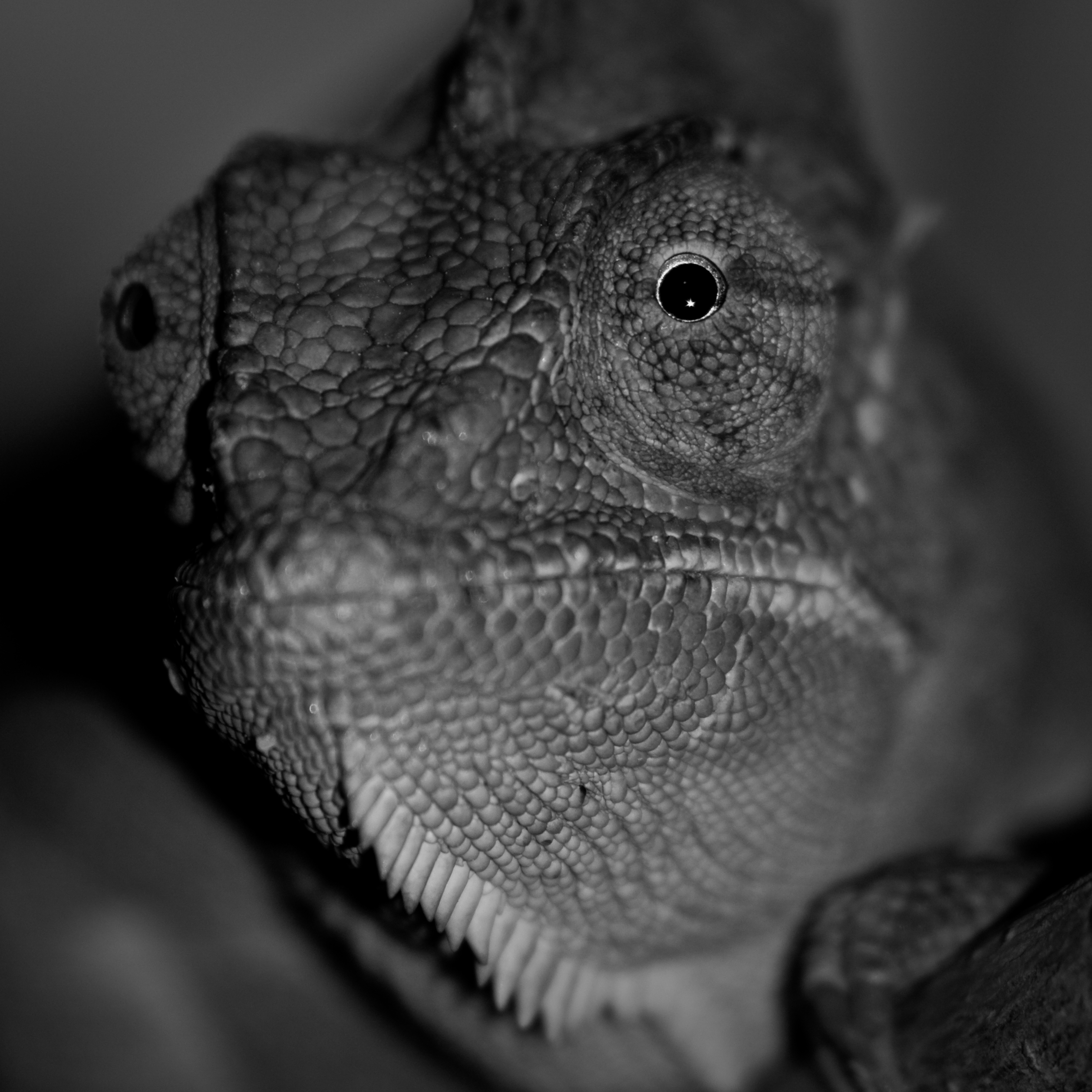
حرباء يمنية

يمكن التفريق بين الجنسين في الحرابي المحجبة البالغة، ويصعب التفريق بينهما في الصغار.
يتميز الذكر البالغ عن الأنثى ببعض المميزات، فالذكر له عرف أطول، ويوجد في بداية الذيل انتفاخ بسيط، ويوجد كذلك بروز صغير بين أصابع قوائمه الخلفية، بينما لا يوجد هذا البروز عند الأنثى.

## التكاثر
تتكاثر الحرابي المحجبة في موسم التزاوج والذي يبدأ في فصل الربيع وينتهي في فصل الصيف، وتحدث صراعات على الإناث في حال وجود ذكرين، ويستعرض الذكر ألوانًا جميلة لجذب الأنثى، وتستطيع الأنثى بعد التزاوج الاحتفاظ ببعض الحيوانات المنوية للعام القادم فتبيض مرة أخرى دون تزاوج، وبعد فترة الحمل التي تستمر لعدة شهور، تنزل الحرباء الأنثى إلى الأرض وتمشي بحثًا عن مكان مناسب لوضع بيوضها، وتعد هذه من الحالات القليلة التي تنزل فيها الحرباء عن الأشجار وتمشي على الأرض. تقوم أنثى الحرباء بحفر عدة حفر وعندما تجد المكان المناسب تضع بيوضها فيه.
تفقس الصغار بعد سنة تقريبًا من وضع البيض، وتخرج من الحفرة لتبدأ حياتها معتمدة على نفسها تمامًا فقد تركت أمها الحفرة منذ وضع البيض ولا تعود إليها.

## معرض صور

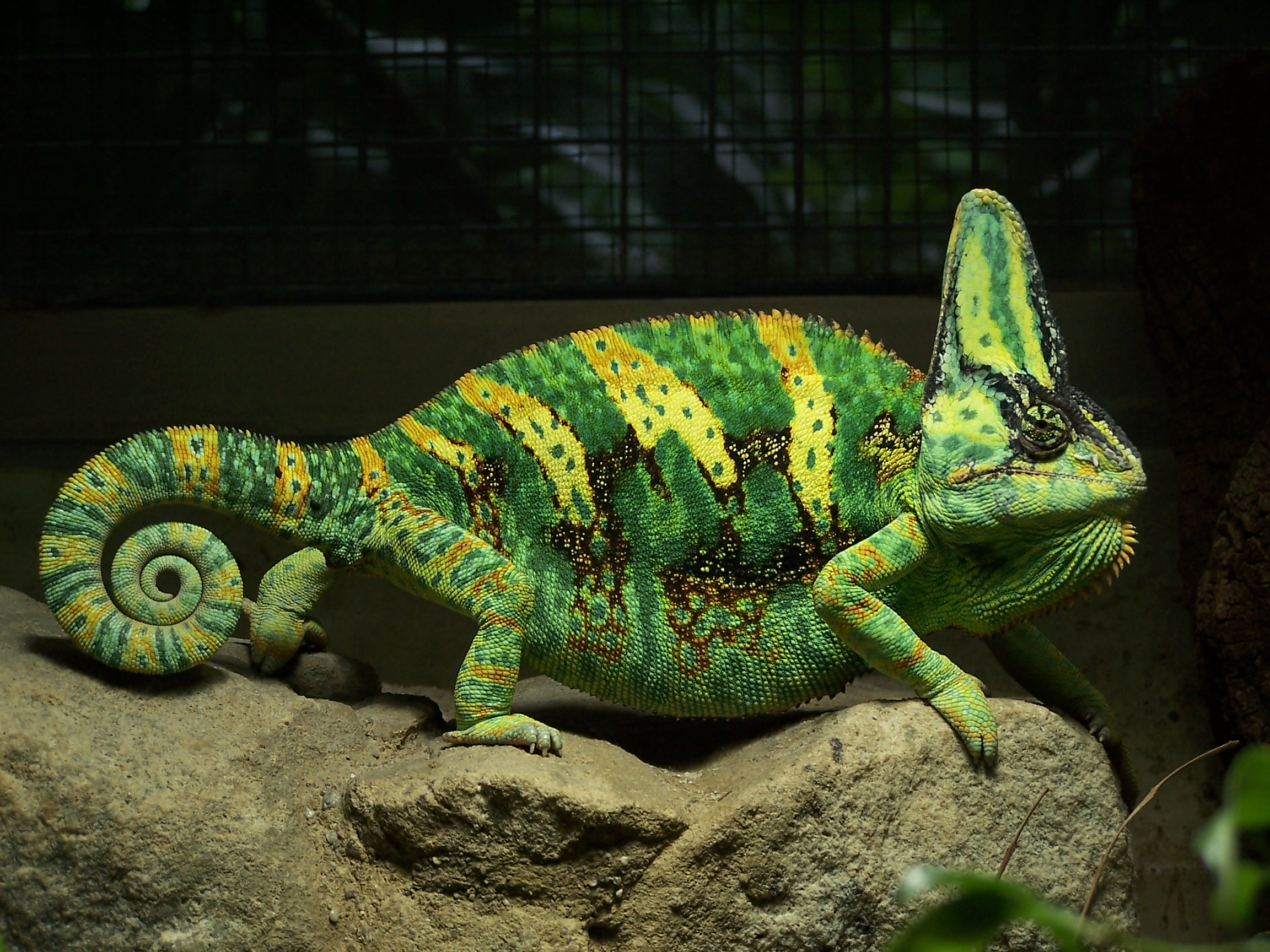
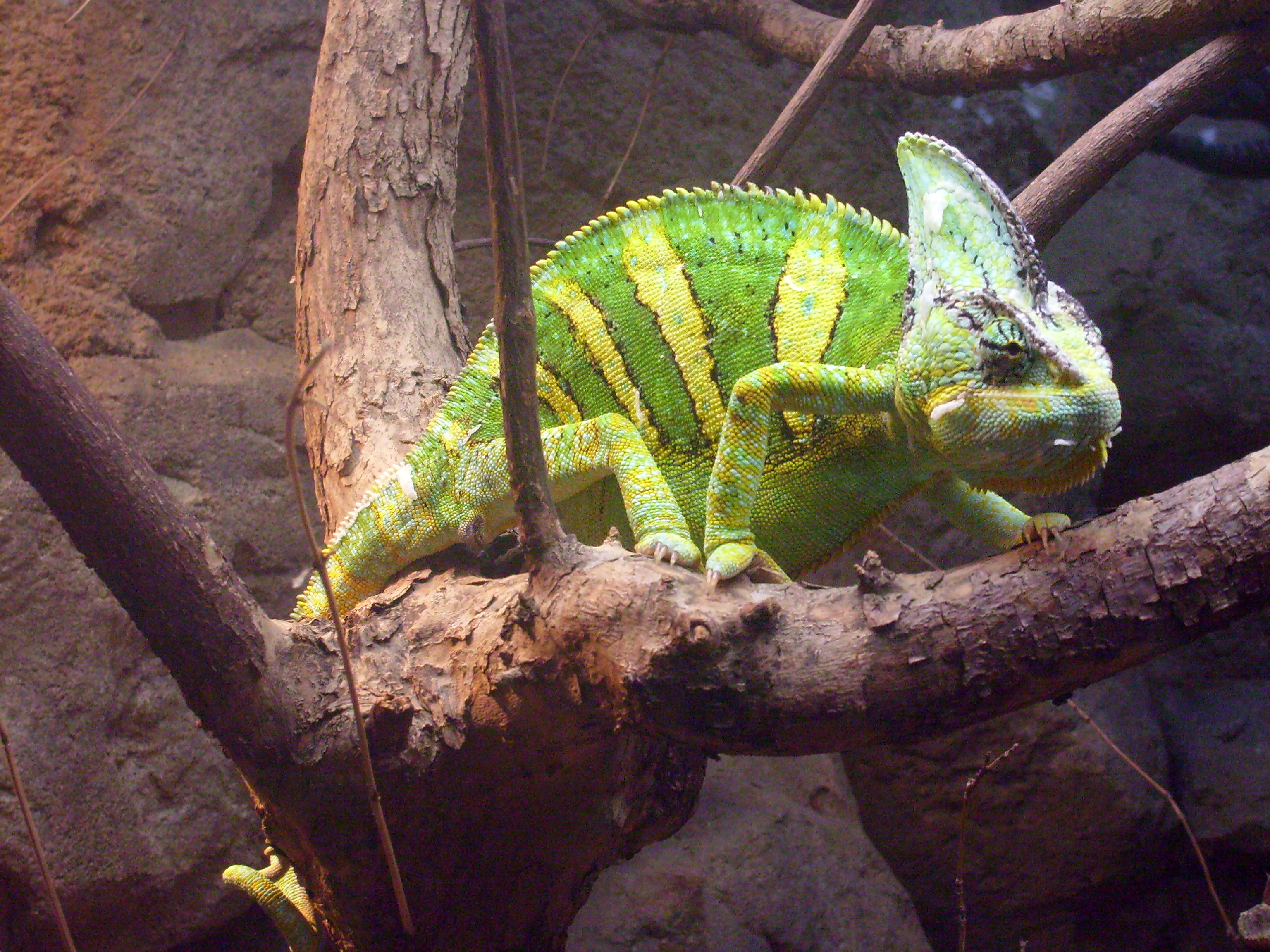
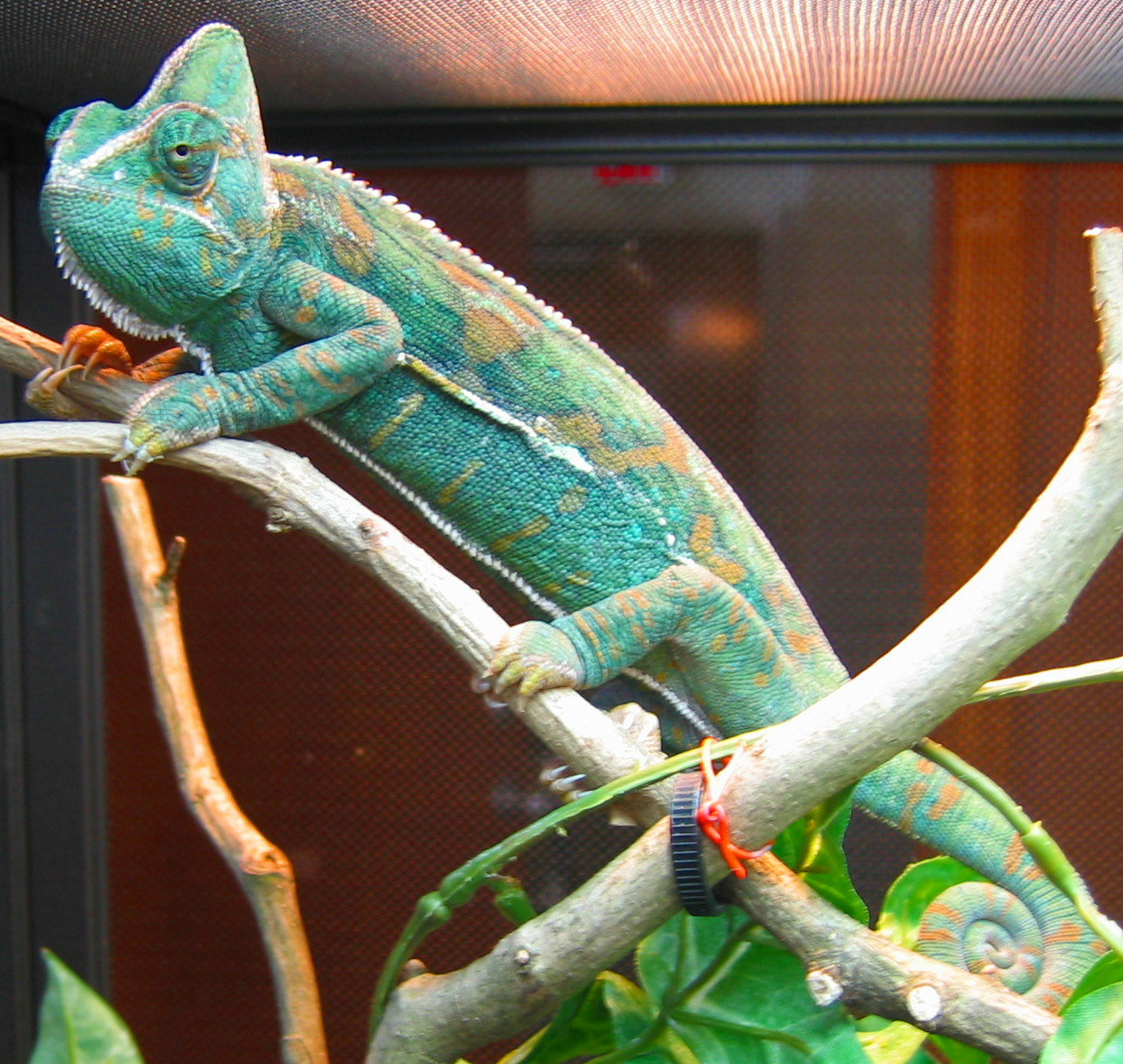
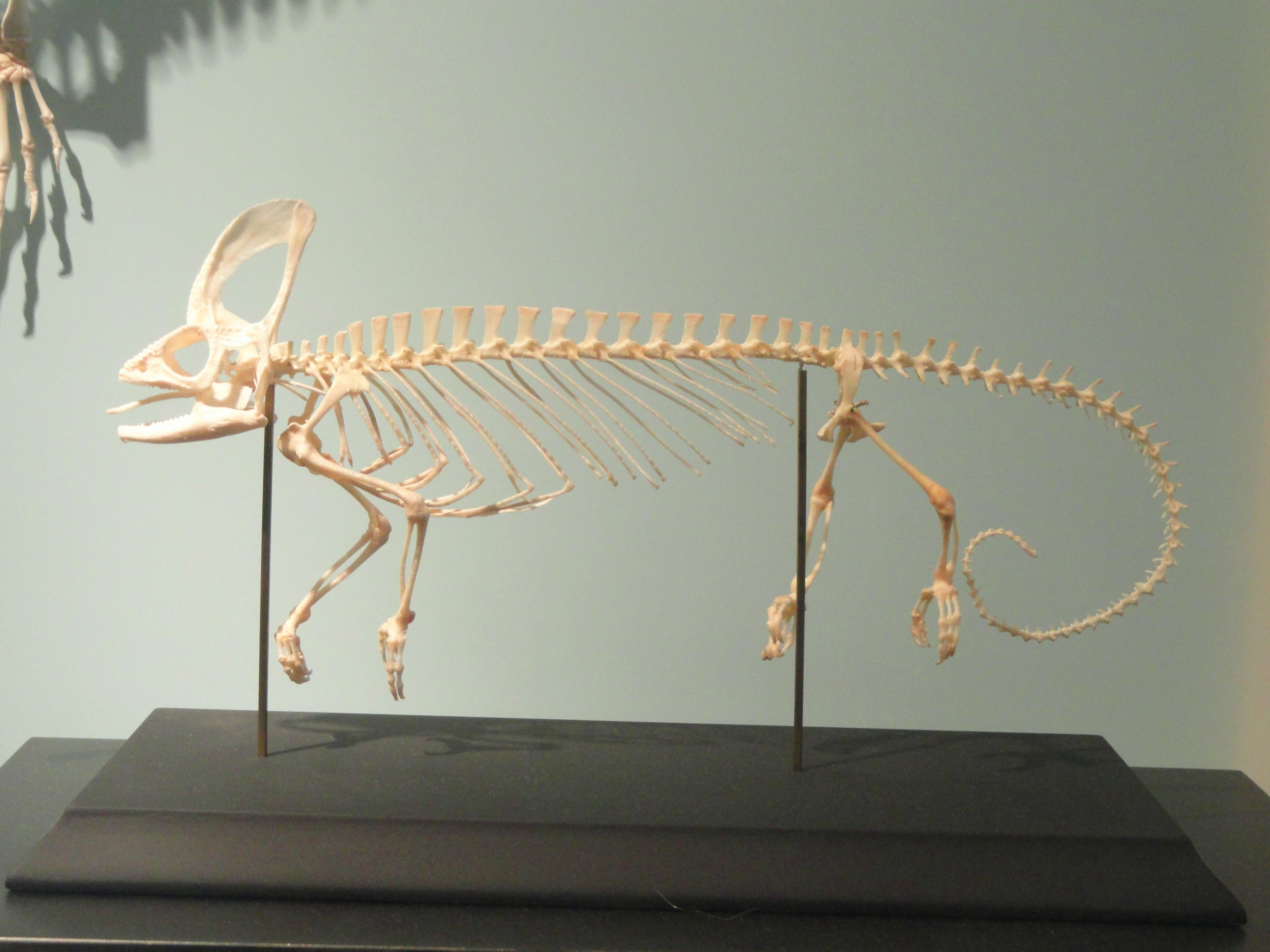